# Georg Zacharias
Georg Zacharias (Berlín, 14 de junio de 1884 - Berlín, 31 de julio de 1953) fue un nadador alemán.
Participó en las competiciones de natación de la Olimpiada III en San Luis (Misuri) en 1904 y ganó dos medallas olímpicas.
Llegó tercero en la carrera, dominada por los nadadores alemanes, de espalda 100 yardas, ganando la medalla de bronce. Luego ganó la carrera de 440 metros braza, superando a su compatriota Walter Brack por solo cinco metros de distancia, nadando en 7'23"6.